# La Mariée, Eva-Maria
La Mariée (Eva-Maria)  est une sculpture-assemblage réalisée par Niki de Saint Phalle en 1963.  Elle fait partie de la série des mariées, personnages à la fois pitoyables et lugubres, expression du féminisme rageur de l'artiste, que Laurence Bertrand Dorléac présente  sous le titre Les Mariées de l'apocalypse. Les mariées sont les héroïnes d'un drame (le mariage forcé), et d'une condition féminine inacceptable que Niki de Saint Phalle ne cesse de dénoncer pendant toute sa vie. On retrouve ces mêmes revendications sous une forme apparemment plus joyeuse  avec les triomphantes Nanas, dont le critique Pierre Descargues souligne avec humour le féminisme dévastateur. « ... Les nanas font la fête, c'est à nos dépens. Messieurs, que ça se passe. Elles nous piétinent le ventre, l'armée, la morale, elles nous sautent sur la philosophie, elles nous font le grand écart sur la patrie . »

## Contexte
Les dentelles de la mariée traditionnelle ont été imposées à Niki de Saint Phalle par ses parents lors de son mariage avec le poète Harry Mathews. Alors que les deux jeunes gens s'étaient déjà mariés en toute simplicité à la mairie, les parents de Niki ont fait pression pour qu'elle se présente en grande pompe, voilée de blanc, à l'église française de New York.  L'artiste a déjà laissé éclater sa rage contre les règles imposées dans de nombreux Tirs, dont certains, considérés comme politiquement incorrects ont été refusés à la IIIe biennale de Paris (Kennedy-Khrouchtchev), à la grande indignation du critique d'art José Pierre qui rédige un article contre cette censure dans Combat. Le début de la série des Mariées se situe à la fin de l'année 1963, année où elle divorce d'avec Harry, et où Jean Tinguely rédige avec elle un testament mutuel sur les obligations de chacun vis a vis de l'autre .

## La Mariée Eva-Maria, et les autres  mariées
La Mariée (Eva maria), achetée à l'artiste en 1967, attribuée en 1976 au Centre Pompidou 
représente une femme " écrasée" par un costume. C'est une sorte de cadavre vivant, la tête légèrement penchée sur le côté indique la souffrance et le renoncement, la main droite posée sur la poitrine avec le bouquet traditionnel, la main gauche sur son ventre, en font déjà une mère et rien d'autre. Composée d'objets divers parmi lesquels trouve des poupons (tout autour du cou et sur la poitrine) elle est l'image même de la femme sacrifiée sur l'autel de la Famille, avec un destin tout tracé.
L'autre sacrifiée est la mariée de Cheval et la mariée, 1964, tissu, jouets, objets divers, grillage,  235 × 300 × 120 cm, Sprengel Museum Hannover. C'est une « version solitaire du Chevalier, la jeune fille et la mort de Hans Baldung Grien ». Les mariées de Niki de Saint Phalle sont épousées de force, sacrifiées, ou déjà cadavre comme La Mariée sous l'arbre, tissu peinture, jouets, objets divers sur structure en fil de fer, 228 × 200 × 240 cm MAMAC, Nice, achat à l'artiste en 2002. blanche sous l'arbre coloré. Cheval et la mariée n'est pas accessible sur le site du Sprengel Museum, mais l'œuvre a été présentée à la Tate Modern de Londres, dans le cadre de l'exposition Brides and monsters en 2008, et aussi au Grand palais de Paris en 2014-2015.